# Otto Ferdinand Kortsch
Otto Ferdinand Kortsch (11. august 1906 – 10. november 1998) var en dansk lærer og medlem af det tyske mindretals ledelse.

## Baggrund
Otto Kortsch var født og opvokset i et tysksindet hjem i Nordslesvig, nærmere bestemt i Bylderup-Bov og Tønder. Han fik realeksamen fra den tyske Realskole i Tønder, i 1925 tog han lærereksamen i Nibøl i Sydslesvig og frem til oktober 1927 var Kortsch ansat ved forskellige skoler i Berlin. Derefter vendte han tilbage til Nordslesvig, hvor han var ansat ved flere tysksprogede skoler, fra maj 1933 til maj 1945 ved Aabenraa Kommuneskoles tysksprogede afdeling.
I 1935 blev Kortsch medlem af Jens Møllers mindretalstyske naziparti NSDAP-N (Nationalsozialistische Deutsche Arbeiterpartei-Nordschleswig) og fra 1937 af Schleswigsche Kameradschaft (SK), svarende til det rigstyske SA, hvor han i 1938 blev byleder og i 1939 Kreismannschaftsführer.

## 2. Verdenskrig
Den 9. april 1940 deltog Kortsch i ”anholdelser” af danske medborgere, og året efter beordrede han en lokal gymnasielektor overfaldet af SK-mænd pga. tysk-fjendtlige udtalelser. I 1941 blev Kortsch udnævnt til stedfortræder for SK-lederen, Oberleutnant Peter Larsen, og da Selbstschutz-korpset, som var et uniformeret og bevæbnet beskyttelseskorps, der virkede i tilknytning til besættelsesmagten mod danske medborgere, blev oprettet i februar 1944, blev han også stedfortræder eller ”Stabsleiter” her.
Som sådan iværksatte og ledede han 13. februar 1944 en aktion ved Kruså tyske skole, hvor danske medborgere blev ”anholdt” og indespærret. I sin egenskab af Stabsleiter blev Kortsch i februar 1944 optaget i mindretalsledelsens lille politiske Råd og blev derved medansvarlig for hvervningen af unge til tysk fronttjeneste. Allerede fra 9. april 1940 havde Kortsch dog som Kreismannschaftsführer holdt hvervetaler på SK-møder. Selv havde han ladet sig hverve til Waffen-SS i 1941, men først i april 1942 kom han til at forrette tjeneste i Polen, Tyskland, Frankrig og Rusland. 
Efter at være kommet hjem fra fronttjenesten meldte han sig i juli 1943 til det nyoprettede Zeitfreiwilligen -korps, som var en slags hjemmeværn under den tyske Værnemagts kommando. Korpset kom lejlighedsvis i aktion mod danske medborgere, således optrådte Kortsch uniformeret og bevæbnet ved et byrådsmøde i Aabenraa i tiden omkring 29. august 1943. Som medlem af Det lille politiske Råd blev han også gjort medansvarlig for den skansegravning tværs over Nordslesvig (vendt mod en allieret invasion), som mindretalsledelsen organiserede fra efteråret 1944.

## Domfældelse og efterkrigstid
Kortsch blev interneret 8. maj 1945 og i efteråret 1948 idømt 12 års fængsel ved Byretten i Aabenraa.Vestre Landsret nedsatte straffen til 9 år, men i 1950 blev Kortsch benådet ligesom de øvrige hårdest belastede mindretalsledere. I 1953 generhvervede Kortsch retten til at undervise i Danmark, og fra 1955 til sin pensionering i 1968 virkede han som lærer og konrektor på den tyske privatskole i Aabenraa.